# 三菱4A3族引擎
三菱4A3族引擎乃1993年8月至2017年12月之間由日本三菱汽車研發、生產的直列四缸四衝程循環往復式活塞汽油引擎，其中4A32型亦授權給臺灣中華汽車工業製造使用。

## 概要與歷史
1993年9月隨著第七代三菱Minica與第二代三菱Minica Toppo上市而問世，基本構造為水冷式直列四缸四衝程循環。最初只有排氣量659cc的4A30型，後來陸續出現1,094cc的4A31型，以及臺灣市場專用的1,198cc的4A32型。其中4A30型之DOHC二十汽門渦輪增壓及SOHC十六汽門MVV等二種亞型由於無法通過更嚴苛的汽車廢氣排放標準，遂於2002年停產。此外，裝置在三菱Pajero Mini的4A30型採取縱向佈局，因此其冷卻風扇是內置聯軸器的皮帶驅動風扇，這在日本輕型車之中極為罕見。

## 4A30型（自然進氣）
結構為直列四缸SOHC十六汽門，排氣量659c.c.，缸徑為60.0mm、衝程58.3mm，壓縮比10.0:1，製造期間從1993年至2012年。依照調校程度差異可輸出：
1. 最大馬力50ps / 7,500rpm、最大扭力5.5kg·m / 5,500rpm（雙桶下吸式化油器）、車型：第七代三菱Minica、第二代三菱Minica Toppo
2. 最大馬力55ps / 7,000rpm、最大扭力6.1kg·m / 5,000rpm（ECI多點噴射）、車型：第七代三菱Minica、第二代三菱Minica Toppo
3. 最大馬力52ps / 7,000rpm、最大扭力5.9kg·m / 4,000rpm（ECI多點噴射）、車型：第二代三菱Bravo（日语：三菱・ブラボー）（後期型）
4. 最大馬力52ps / 7,000rpm、最大扭力6.0kg·m / 5,000rpm（ECI多點噴射）、車型：第一代三菱Pajero Mini
5. 最大馬力52ps / 6,500rpm、最大扭力6.3kg·m / 4,500rpm（ECI多點噴射）、車型：第二代三菱Pajero Mini（2002年以降）

## 4A30型（MVV）
結構為直列四缸SOHC十六汽門，排氣量659c.c.，缸徑為60.0mm、衝程58.3mm，壓縮比10.0:1，具備MVV三菱縱渦層狀進氣稀薄燃燒裝置，可輸出最大馬力52ps / 6,500rpm、最大扭力6.3kg·m / 4,500rpm（ECI多點噴射），製造期間從1998年至2002年。車型則有：
- 1998年-2002年：第二代三菱Pajero Mini

## 4A30型（DOHC雙渦流渦輪增壓）

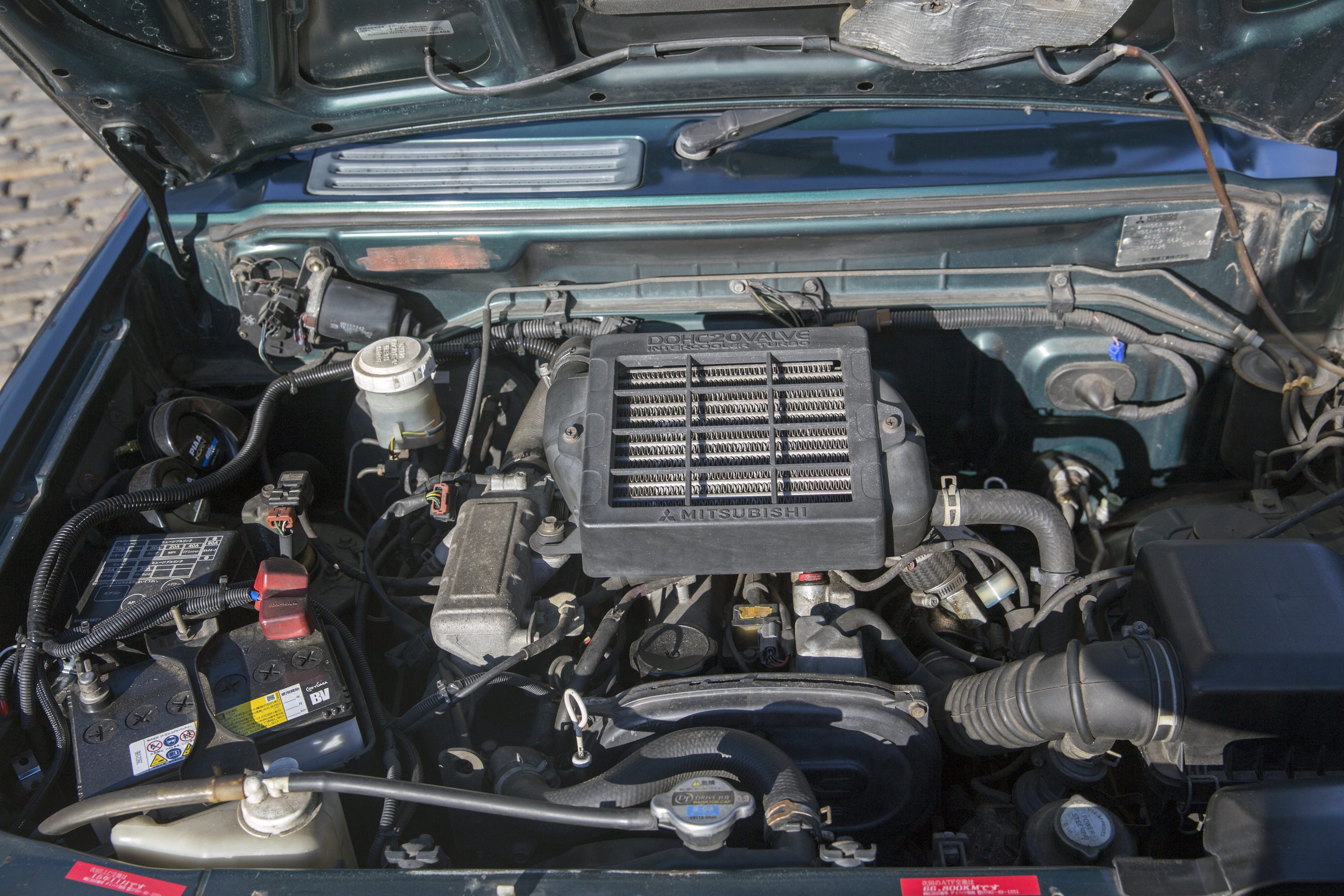
4A30型DOHC雙渦流渦輪增壓引擎

結構為直列四缸DOHC二十汽門雙渦流渦輪增壓附中冷器，排氣量659c.c.，缸徑為60.0mm、衝程58.3mm，壓縮比8.5:1，可輸出最大馬力64ps / 7,500rpm、最大扭力10.2kg·m / 3,500rpm（ECI多點噴射），製造期間從1993年至2002年。
車型：
- 1993年-1998年：第七代三菱Minica DANGAN
- 1993年-1998年：第二代三菱Minica Toppo
- 1994年-1999年：第二代三菱Bravo（日语：三菱・ブラボー）
- 1998年-2002年：第二代三菱Pajero Mini
- 1998年-2002年：三菱Toppo BJ
- 1999年-2002年：第一代三菱Town Box（日语：三菱・タウンボックス）

## 4A30型（SOHC渦輪增壓）
結構為直列四缸SOHC十六汽門渦輪增壓附中冷器，排氣量659c.c.，缸徑為60.0mm、衝程58.3mm，壓縮比8.5:1。依照調校程度差異可輸出：
- 最大馬力60ps / 6,000rpm、最大扭力8.5kg·m / 4,000rpm（ECI多點噴射）
- 最大馬力64ps / 6,000rpm、最大扭力9.0kg·m / 4,000rpm（ECI多點噴射）

車型則有：
- 2002年-2013年：第二代三菱Pajero Mini
- 2008年-2012年：日產Kix（日语：日産・キックス）[1]。

## 4A31型（自然進氣）
結構為直列四缸SOHC十六汽門，排氣量1,094c.c.，缸徑為66.0mm、衝程80.0mm，壓縮比9.5:1。依照調校程度差異可輸出：
1. 最大馬力80ps / 6,500rpm、最大扭力10.0kg·m / 4,000rpm（ECI多點噴射）、車型：三菱Pajero Junior
2. 最大馬力78ps / 6.500rpm、最大扭力10.5kg·m / 4,000rpm（ECI多點噴射）、車型：三菱Toppo BJ Wide（日语：三菱・トッポBJワイド）
3. 最大馬力75ps / 6,500rpm、最大扭力10.2kg·m / 4,000rpm（ECI多點噴射）、車型：三菱Town Box Wide（日语：三菱・タウンボックス）、寶騰Juara（英语：Proton Juara）

## 4A31型（DOHC GDI）

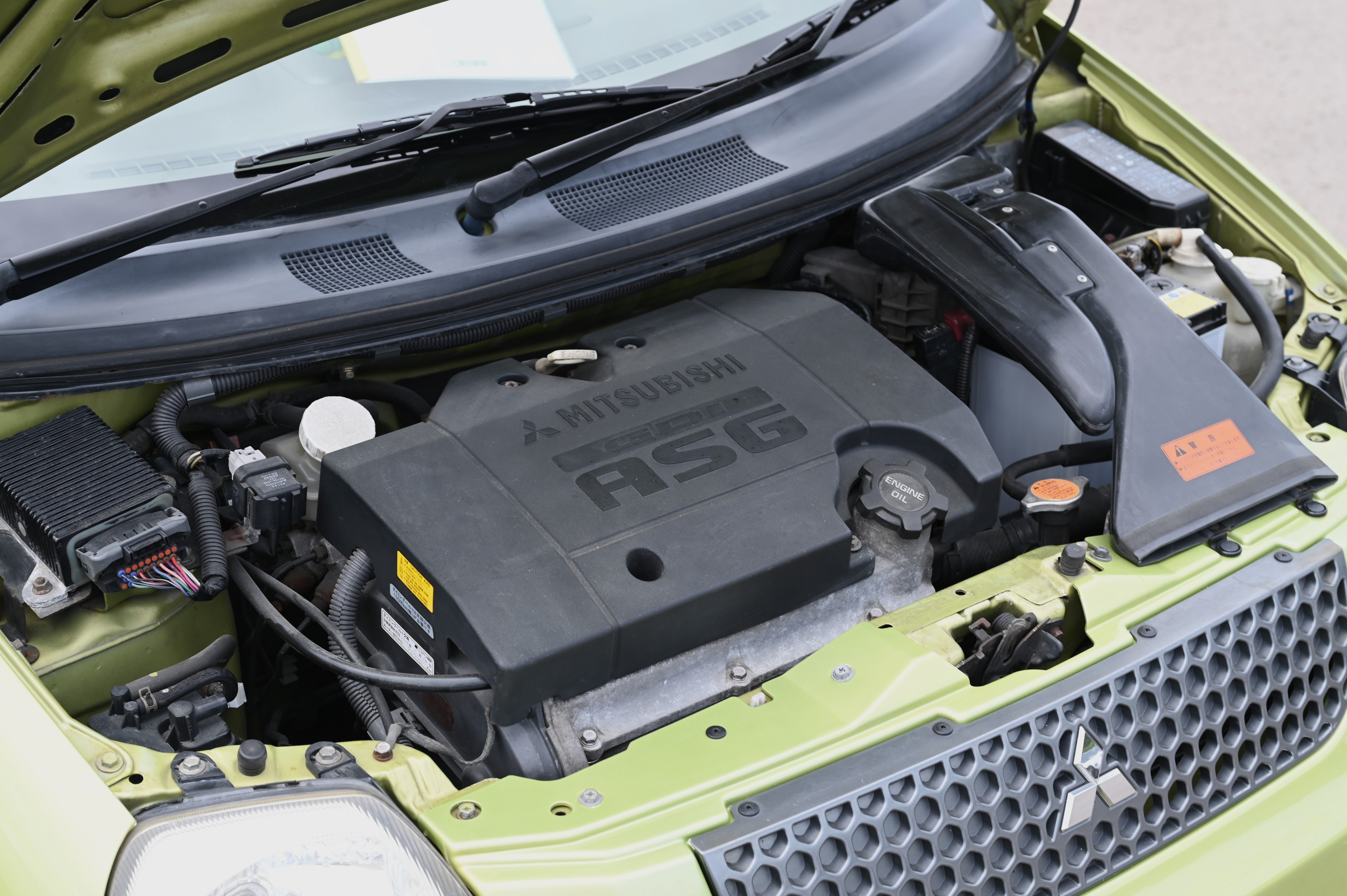
三菱Pistachio引擎室特寫

結構為直列四缸DOHC十六汽門，排氣量1,094c.c.，缸徑為66.0mm、衝程80.0mm，壓縮比11.0:1，供油方式為GDI缸內直噴，可輸出最大馬力74ps / 6,000rpm、最大扭力10.2kg·m / 4,000rpm。車型：
- 1999年-2000年：三菱Pistachio

## 4A32型
結構為直列四缸DOHC十六汽門，排氣量1,198c.c.，缸徑為74.5mm、衝程68.7mm，壓縮比11.0:1，供油方式為ECI多點噴射，可輸出最大馬力76ps / 5,800rpm、最大扭力10.7kg·m / 4,300rpm。車型：
- 2000年-2017年：中華Veryca

## 外部連結
- （日語）三菱：4A30型NAエンジンの諸元と性能まとめ （页面存档备份，存于）